# Dark Cloud
Dark Cloud (ダーククラウド?, Dāku Kuraudo) è un videogioco action RPG sviluppato da Level-5 e pubblicato da Sony Computer Entertainment nel 2000 per PlayStation 2.
La messa in commercio del primo videogioco realizzato dalla società giapponese, annunciato nel 1999, era originariamente prevista nel corso del 2000, come titolo di lancio per la nuova console PlayStation, ma è stato infine distribuito in Giappone solamente al termine dell'anno, ed è stato pubblicato in Europa e nell'America Settentrionale solamente nel 2001.
Del videogioco è stato prodotto un seguito dal titolo Dark Chronicle, distribuito in America del Nord con il titolo di Dark Cloud 2. Nel dicembre 2015 Dark Cloud è stato reso disponibile in download digitale per PlayStation 4.

## Trama
Nel gioco l'utente impersona un eroe di nome Toan (il nome, come quello di altri personaggi giocabili, è predefinito, ma può essere modificato), uno spadaccino tredicenne. Il villaggio in cui abita viene improvvisamente attaccato da un potentissimo gigante, il Genio Oscuro, che molto tempo fa distrusse molti paesi e sterminò quasi tutti la popolazione del mondo. In seguito all'attacco, che distrugge l'intero villaggio, l'eroe, unico sopravvissuto, si ritrova solo a dover ricostruire il villaggio, Nolun, e riportarne in vita gli abitanti. Improvvisamente uno spirito (per l'esattezza il Re degli spiriti) gli si rivela, donandogli un pugnale e una speciale pietra, l'Atlamillia, che lo aiuteranno a completare il suo viaggio ricostruendo i villaggi distrutti dal genio oscuro e a riportarne in vita gli abitanti, entrambi sigillati in sfere chiamate Atla. A questo punto Toan dovrà affrontare varie sfide, ed esplorare molti labirinti quali grotte e foreste, al cui interno troverà il materiale necessario a far ritornare tutto come prima. Ci riuscirà soltanto grazie all'aiuto di cinque preziosi alleati (Xiao, Goro, Ruby, Ungaga e Osmond), e alla fine metterà la parola fine su l'era Oscura.

## Modalità di gioco
La parte più divertente e innovativa del gameplay di Dark Cloud è la ricostruzione dei vari villaggi, i cui pezzi raccolti e custoditi nell'Atlamillia formano la DIORAMA. Potrete così ricostruire pezzo per pezzo in tempo reale tutto un nuovo mondo in 3D, villaggio dopo villaggio, esplorando immediatamente le parti che andrete man mano a ricomporre. Toan potrà così muoversi all'interno del Diorama e interagire con gli abitanti, che forniranno anche le informazioni per progredire con l'avventura. È proprio gratificante tornare da un labirinto con una bella scorta di Atla e cominciare a costruire a piacimento un nuovo villaggio-non propriamente, anche perché ogni persona del villaggio ha le sue esigenze, così da dover cercare di accontentare tutte le loro richieste. Anche se le strutture si possono posizionare come si vuole, come strade, torrenti e altro, a volte alcuni abitanti vorranno la propria dimora in un punto specifico (un abitante di Nolun vorrà la sua casa accanto ad uno stagno). Ogni qual volta completerete una struttura del villaggio, si creerà un "evento" e vi verrà dato un oggetto importante in premio. Accontentare il cento per cento delle aspettative dei paesani, vi farà ottenere nuovi attacchi, oggetti speciali o armi. Sarà inoltre possibile potenziare le armi, tramite il combattimento con i mostri nei dungeon, che vi farà guadagnare punti ABS (Punti Esperienza Arma), una volta completata la barra ABS sarà possibile applicare all'arma delle specifiche capacità (più forte contro i mostri marini, volanti...) tramite il potenziamento (ogni volta che un'arma viene potenziata viene aggiunto un "+1,+2,+3..." al nome), ci saranno anche delle abilità che dovranno essere soddisfatte per poter far "cambiare stato" all'arma, l'arma perciò cambierà forma, nome ed aumenterà le statistiche. In Dark Cloud il processo di trasformazione delle armi è abbastanza lento e difficile da portare a termine il più delle volte. In Dark Chronicle (Dark Cloud 2 nel Nord America) questa componente del Gameplay è stata ulteriormente migliorata.

### Atlamillia
L'Atlamillia compare per la prima volta in questo gioco, dove viene affidata a Toan, il protagonista, con il compito di ricostruire i villaggi distrutti dal Genio Oscuro. In questo gioco l'Atlamillia è color verde chiaro. Il suo ultimo scopo può essere quello di ricostruire le città aprendo le atla e richiamare in vita un'anima, anche se così essa scomparirà.
Compare anche in Dark Chronicle, dove può essere rossa, blu o gialla. Nel gioco le Atlamillia di Max e Monica vengono utilizzate da quest'ultimi per viaggiare nel tempo nelle aree che devono ricostruire. L'Atlamillia rossa, detta anche "Pietra terrestre", appartiene a Max, e permette di andare cent'anni nel futuro, mentre l'Atlamillia blu, detta anche "Pietra lunare", appartiene a Monica, e permette di andare cent'anni nel passato. L'Atlamillia gialla, la più potente, detta anche "Pietra solare", permette di viaggiare mille anni nel passato e nel futuro, e appartiene al malvagio Imperatore Grifone, ma non si sa come è riuscito ad ottenerla. Questo perché è l'Atlamillia stessa a scegliere il suo proprietario. Quest'ultimo deve avere un cuore puro e non deve essere malvagio.

## Accoglienza
Secondo la rivista specializzata Famitsū, Dark Cloud è stato il 15° videogioco più venduto al suo debutto durante la settimana in Giappone, con 19 615 copie vendute. Alla fine del 2001, il videogioco è stato venduto in 70 471 copie nella regione. Totalizzò la vendita di 800 000 copie in tutto il mondo.
La rivista Play Generation diede al titolo un punteggio di 80/100, trovandolo un gioco che si ispirava con buoni risultati a capolavori come Zelda e SimCity, e che riusciva a tenere incollati allo schermo per molte ore. La stessa testata classificò Osmond del Popolo della Luna come il quarto coniglio meno coniglio dei videogiochi usciti su PlayStation 2.